# 리 카슬리
리 케빈 카슬리 (Lee Kevin Carsley, 1974년 2월 28일 ~ )는 아일랜드의 전 축구 선수이자 현 축구 지도자로 선수 시절 더비 카운티, 블랙번 로버스, 코번트리 시티, 에버턴 FC, 버밍엄 시티에서 활약했으며 현재 잉글랜드 U-21 축구 국가대표팀 감독으로 재직 중이다.

## 수상

### 개인
- 버밍엄 시티 올해의 선수: 2008–09
- 풋볼 리그 챔피언십 이달의 감독: 2015년 8월